# Gouania willdenowi
Il succhiascoglio minore (Gouania willdenowi Risso, 1810) è l'unica specie del genere Gouania, della famiglia Gobiesocidae.

## Descrizione
Si riconosce dagli altri succiascogli per le pinne dorsale e anale che sono fuse con la pinna caudale come nell'anguilla e per gli occhi molto più piccoli. 

Il colore è bruno o grigiastro (talvolta rosso o arancio vivo) con macchie, fasce e marezzature di aspetto diverso da pesce a pesce. Dall'occhio partono alcune linee chiare radiali.

Raggiunge i 6 cm.

## Biologia
Poco note, sembrano identiche a quelle dei Lepadogaster.

## Distribuzione e habitat
Endemico del mar Mediterraneo.

Vive in acque bassissime, spesso nella zona intertidale, sotto i ciottoli. È praticamente impossibile da vedere.